# سعيد عارف
سعيد عارف، المعروف أيضًا بعدة أسماء حركية،  (12 مايو 1965  - مايو 2015) كان جهاديًا جزائريًا.  ارتبط بتنظيم القاعدة في أفغانستان وجورجيا سوريا ويُزعم أنه مرتبط بخلايا إرهابية في فرنسا وألمانيا.   بعد فترة سجن في فرنسا، فر من الإقامة الجبرية إلى سوريا، وأصبح زعيمًا لجماعة مسلحة تقاتل القوات الموالية لبشار الأسد، وقُتل في غارة أمريكية بطائرة بدون طيار في مايو 2015. 

## الحياة قبل الجهادية العابرة للحدود الوطنية
وُلِد عارف في وهران، الجزائر، ثاني أكبر مدن البلاد، على الامتداد الغربي من ساحلها على البحر الأبيض المتوسط.  كان الأكبر بين ستة أطفال ولدوا لعائلة ثرية ذات آراء دينية معتدلة.  قاتل والد عارف  ضد الفرنسيين في حرب الاستقلال الجزائرية قبل أن يصبح شرطيًا، ثم تولى وظيفة في مصفاة نفط.  كان اسم والدته صالحة بخاري.  تسرد وثيقة عقوبات المفوضية الأوروبية عنوانين مرتبطين بعارف، أحدهما في وهران والآخر في عين الترك، وهي مدينة سياحية تقع على بعد 15 كم إلى الشمال الغربي. 
اجتهد عارف في المدرسة الثانوية وحصل على درجات جيدة. ثم انضم إلى برنامج تدريب الضباط في القوات المسلحة الجزائرية. تقدم بطلب ليصبح طيارًا مقاتلًا، واجتاز بعض الاختبارات المطلوبة، لكنه لم يكن مؤهلاً بسبب عيب بسيط في بصره.  في يناير 1992، اندلعت الحرب الأهلية الجزائرية. هرب عارف من لجنة ملازمه  وطلب اللجوء في ألمانيا.  ومع ذلك، لا يبدو أنه كان لديه وثيقة سفر أوروبية باسمه الحقيقي لاحقًا، لذلك ليس من الواضح ما إذا كان قد نظم وضعه. 
تصف بعض المصادر الثانوية عارف بأنه عضو سابق في الجماعة الإسلامية المسلحة (GIA)، إحدى الجماعتين الإسلاميتين المتمردتين الرئيسيتين اللتين قاتلتا الجيش الجزائري أثناء الحرب الأهلية.  قد تعكس فكرة أن عارف كان عضوًا في الجماعة الإسلامية المسلحة حقيقة مفادها أن المتهمين الآخرين في قضية شبكة الشيشان 2006-2007 كانوا أعضاء في خلية تابعة للجماعة الإسلامية المسلحة في الشلف، على بعد 175 كيلومترًا من وهران. 
في الواقع، ووفقًا لزوجته، كانت لعريف لاحقًا ارتباطات مختلفة بأعضاء حاليين أو سابقين في الجماعة الإسلامية المسلحة.  ومع ذلك، وكما هو الحال مع مصادر أولية أخرى، لم تذكر زوجته أنه كان عضوًا. ووفقًا لها، لم يكن "مهتمًا بالدين" قبل مغادرته الجزائر، ولم يعد إليها أبدًا.  في ألمانيا، كان يدخن ويستمع إلى موسيقى بينك فلويد ؛ وهي أنشطة اعتبرها لاحقًا محرمة دينيًا. 
في منتصف تسعينيات القرن العشرين، انتقل عارف إلى لندن، وهناك وقع تحت تأثير أبو قتادة الفلسطيني، وهو واعظ سلفي جهادي كان يحرر نشرة إخبارية مؤيدة للجماعة الإسلامية المسلحة. 

## السلفية الجهادية العابرة للحدود الوطنية
في النصف الثاني من تسعينيات القرن العشرين، قام عارف بأول رحلة له للتدريب مع تنظيم القاعدة في أفغانستان.  وفي إحدى هذه الرحلات، التقى أسامة بن لادن. في أفغانستان، تدرب على استخدام المتفجرات وتعلم كيفية تزوير جوازات السفر. 
وبحسب أحد المصادر، ادعى عارف في وقت لاحق أنه شارك في أوائل عام 2000 في اجتماع لتنظيم القاعدة في كابول.  ويقال إن مصعب الزرقاوي وأبو ضحى، وهو جزائري آخر، تحدثا في اجتماع الغداء، بينما تحدث عارف إلى أعضاء جماعة الزرقاوي، جماعة التوحيد والجهاد. 

### لندن وألمانيا
في وقت لاحق من ذلك العام، كان عارف في لندن، وطلب من أصدقاء يعرفهم من أفغانستان مساعدته في العثور على زوجة. عرّفوه على آنا ساندبيرج، وهي سويدية اعتنقت الإسلام ومتعاطفة مع الجهاد ولديها طفلان من زواج سابق.  سافرت ساندبيرج من لوند، السويد، إلى لندن لمقابلة عارف لأول مرة في النصف الأول من عام 2000. تزوجا إسلاميًا في أغسطس من ذلك العام، في حفل أقيم عن بُعد، حيث كانت ساندبيرج في لوند وعارف في برلين.  بعد ذلك بوقت قصير، انتقلت ساندبيرج إلى برلين للعيش مع عارف.  أخبر عارف ساندبيرج أنه وعدد من "الإخوة الآخرين... المنتشرين في جميع أنحاء أوروبا" كانوا تحت قيادة أبو قتادة. 
في ألمانيا، سرق عارف ورفاقه الجهاديون سياراتٍ بناءً على طلب مشترين في الجزائر.  استأجروا السيارات بوثائق مزورة، وشحنوها عبر مرسيليا إلى الجزائر. عاشوا على العائدات وأرسلوا الباقي "إلى المجاهدين في أفغانستان والشيشان"، وفقًا لساندبيرج.  خلال هذه الفترة، مرّ عدد من الأسلحة بحوزة عارف، وأدرك ساندبيرج أن التحضير لهجوم كبير على المدنيين كان جاريًا. 
في 26 ديسمبر 2000، اعتقلت فرقة الأمن العامة 9 عددًا من الجزائريين في فرانكفورت، للاشتباه في تخطيطهم لهجوم على سوق عيد الميلاد في ستراسبورغ.  عثرت الشرطة على أسلحة وجوازات سفر مزورة ومواد كيميائية كافية لإنتاج ستة كيلوغرامات من المتفجرات.  وتلت ذلك اعتقالات أخرى في فرنسا على مدى الشهرين التاليين، بما في ذلك اعتقال محمد بن صخرية، زعيم الخلية. ووفقًا لتقرير قضائي فرنسي لاحق، فإن الرجال المعتقلين، الذين أدينوا جميعًا فيما بعد، لم يتصرفوا بمفردهم.  ووفقًا للتقرير، كان الرجال جزءًا من شبكة قريبة من تنظيم القاعدة، لكنهم تصرفوا بشكل مستقل.  وبحسب ما ورد كان عارف على اتصال بخلية بن صخرية المتمركزة في فرانكفورت. 
وفقًا لرواية مبنية على ذكريات ساندبيرج ووثائق المحكمة الفرنسية، انتقل ساندبيرج وعارف إلى شقة جديدة في يناير 2001، لكنهما بقيا في برلين.  تذكر ساندبيرج لاحقًا أنه خلال هذه الفترة تلقى عارف زيارات من رجال قاتلوا في الشيشان.  بعد أن خطط سابقًا للانتقال مع عائلته إلى أفغانستان، قرر عارف في مارس 2001 بدلاً من ذلك الانتقال إلى بانكيسي، جورجيا، وهي محطة ثابتة للجهاديين المتجهين للقتال في الشيشان القريبة. 
وفقًا لوثائق المحكمة الفرنسية، كان هاتف عارف تحت مراقبة الشرطة منذ ذلك الشهر من يناير.  واستمعت الشرطة إلى محادثات عارف مع أعضاء الجماعة الإسلامية المسلحة والجماعة السلفية للدعوة والقتال، وهي منظمة جهادية جزائرية أخرى.  وخلال شهري أبريل ومايو، تركزت محادثاتهم على خطط السفر إلى جورجيا، واشترى عارف معدات كان من المقرر إرسالها قبل سفره. 
في نهاية أبريل/نيسان 2001، أخذت ساندبيرج أطفالها إلى السويد، تاركة عارف في برلين.  وفي 29 مايو/أيار 2001، سافر عارف إلى ميلانو، حيث التقى بلورانت مراد جوماخ ومبروك إيشيكر. [ د ]  وكان كلاهما من قدامى المحاربين في الجماعة الإسلامية المسلحة. 

### مضيق بانكيسي، جورجيا
دخل عارف جورجيا بجواز سفر يخص مراد جوماخ، الذي كان عضوًا في خلية بن ساخريا في فرانكفورت.  اشتبهت الشرطة الإيطالية في أن الرجال أمضوا بضعة أشهر في إيطاليا قبل أن يسافروا إلى تبليسي، جورجيا.  ومع ذلك، وفقًا لرواية ساندبيرج، اتصل بها عارف من جورجيا بعد وقت قصير من مغادرته ألمانيا، وغادرت السويد في 22 يونيو 2001 للانضمام إليه في منزل سبارتان في قرية دويسي في بانكيسي.  خلال النهار، كان عارف "يذهب إلى معسكر المجاهدين في الجبال".  وفي ذكريات الابن الأكبر لساندبيرج لاحقًا، كان عارف يحظى باحترام الجهاديين الآخرين: "لم يكن قائدًا يعطي الأوامر، لكن الجميع عرفوه واستمعوا إليه وهو يتحدث".  في أكتوبر 2001، سافرت ساندبيرج إلى السويد للولادة.  ولدت طفلة عارف الأولى، وهي ابنة تدعى سارة، في 23 نوفمبر. 
وفي معسكر بانكيسي، وفقًا لأحد المحللين، طور عارف "علاقة خاصة" مع أبو عطية، العميل المحلي الكبير في منظمة الزرقاوي.    وفي حديثه إلى هيومن رايتس ووتش، ادعى أبو عطية لاحقًا أنه "لم تكن له علاقة كبيرة" بالرجال الذين قدموا من أوروبا إلى المعسكر، ولم يعترف أبدًا بالتورط في أي مؤامرة لتنفيذ هجمات في أوروبا، على عكس وثائق المحكمة المقدمة في فرنسا. 
التقى عارف بمقاتلين جهاديين آخرين من فرنسا، بما في ذلك مناد بن شلالي، الذي عاد إلى فرنسا وقاد ما يسمى بالشبكة الشيشانية، بما في ذلك عارف،  في تطوير عدد من المؤامرات الإرهابية غير المحققة.  زعمت وثائق المحكمة الفرنسية التي استشهدت بها هيومن رايتس ووتش أن عارف، إلى جانب المتهمين الآخرين في محاكمة الشبكة الشيشانية، لم يعبروا الحدود للقتال في الشيشان.  ومع ذلك، أخبر عارف زوجته في ربيع عام 2002 أنه "كان في الشيشان مع المجاهدين" منذ أن غادرت بانكيسي. 
وفي وقت لاحق، وجدت محكمة فرنسية أن عارف كان في برشلونة في مارس/آذار 2002 في وقت اجتماع لكبار الجهاديين، والذي عقد لتحديد استراتيجية جديدة لأوروبا.  وفي أبريل/نيسان وصل إلى السويد للإقامة لفترة وجيزة مع زوجته، والتقى بابنته لأول مرة، قبل أن يغادر عائداً إلى بانكيسي. 
ابتداءً من أغسطس/آب 2002، وتحت ضغط الولايات المتحدة وروسيا، بدأت جورجيا بممارسة ضغوطها على الجهاديين والانفصاليين الشيشان المتحصنين في بانكيسي لإجبارهم على المغادرة.  غادر الكثيرون منهم خلال الأشهر التالية. وأفادت التقارير ببقاء مجموعة صغيرة من حوالي 50 مقاتلاً عربياً، مع أن بعضهم بقي حتى صيف العام التالي. 
ليس واضحًا متى غادر عارف بانكيسي. لكن وفقًا لساندبيرج، سافر عارف من جورجيا إلى سوريا عبر إيران.  وانضمت إليه زوجته في دمشق، التي غادرت السويد أواخر مايو/أيار 2003. وفي رواية ساندبيرج، أراد عارف الانتقال إلى مكان "لا يتطلب رحلة طويلة إلى جبهات الجهاد".  وفهمت أن "الحدود الطويلة لسوريا مع العراق تُفيد خطط سعيد". 

### سوريا وتسليم المطلوبين إلى فرنسا ومحاكمة الشبكة الشيشانية
تم اعتقال عارف في دمشق في 12 يوليو/تموز 2003،  وتم احتجازه في مركز الاحتجاز سيئ السمعة المعروف باسم فرع فلسطين.   ووصف فيما بعد ظروف احتجازه:
 وُلِد خالد، ثاني أبناء عارف (الرابع لساندبيرج)، في السويد في مارس/آذار 2004، بينما كان عارف في السجن.  سُلِّم إلى فرنسا في 17 يونيو/حزيران 2004.  حُوكم كجزء من قضية الشبكة الشيشانية، إلى جانب 26 متهمًا آخر.  وقيل إنه كان من بين خمسة "مُصدري أوامر" في الشبكة.  قبلت المحكمة أن التصريحات التي أدلى بها عارف أثناء احتجازه في سوريا من المحتمل أن تكون قد انتُزعت تحت التعذيب، لكنها أدانته مع ذلك. كما تراجع العديد من الآخرين الذين أدلوا بتصريحات اعتمدت عليها قضية الادعاء عن تلك التصريحات، مشيرين إلى تعرضهم لضغوط بدنية أو نفسية. 
على سبيل المثال، استشهد حكم المحكمة باعتراف أبو عطية أمام ضباط من دائرة المخابرات العامة الأردنية.  وفي وقت لاحق، أخبر عطية هيومن رايتس ووتش أنه أُعطي حبوبًا وحقنًا مجهولة الهوية أثناء استجوابه في الأردن، وحُرم من النوم، ولم يُسمح له بقراءة اعترافه قبل التوقيع عليه. 
أُدين عارف في 14 يونيو/حزيران 2006، وحُكم عليه بالسجن تسع سنوات مع "فترة ضمان" بنسبة الثلثين  إلى جانب بن شلالي وشركاء آخرين في الشبكة الشيشانية. حُكم على عارف بالسجن تسع سنوات.  استأنف عارف الحكم، ولكن في عام 2007، لم تكتفِ المحكمة بتأييد الحكم، بل زادت عقوبته سنة واحدة. 

### الإقامة الجبرية ومحاولات الهروب
أُفرج عن عارف في عام 2011، ليُوضع تحت الإقامة الجبرية في ميلاو،  لأن المحكمة الأوروبية لحقوق الإنسان منعت طرده إلى الجزائر، بسبب خطر التعرض للتعذيب هناك.  في يناير 2012، هرب من الإقامة الجبرية وهرب إلى السويد،  حيث ادعى لاحقًا أنه كان يبحث عن أطفاله. 
تم القبض عليه، ثم سجنه في مركز سيس للاحتجاز بالقرب من تولوز.  تم تخفيض عقوبة عارف لخرقه شروط الإقامة الجبرية إلى ستة أشهر، في يونيو 2012.  تم إطلاق سراحه من السجن في أكتوبر 2012، مرة أخرى إلى الإقامة الجبرية.  هذه المرة، تم منحه سكنًا في نزل في بريود.
وفي أثناء وجوده هناك، أجرى عارف مقابلة مع صحيفة لو رينوفو التونسية،  قال فيها إن "الهجمات الانتحارية ذات البعد الاقتصادي هي أفضل وسيلة للقتال بالنسبة للإسلاميين".  وأضاف أنه "بسيارة مفخخة، تقتل ما بين 150 إلى 200 شخص".  وقد أدان أحد المشرعين المحليين هذا التصريح واستدعى المدعي العام المحلي عارف للمثول أمام المحكمة في 14 مايو/أيار 2013، بتهمة التغاضي عن الجريمة والتحريض عليها.  
ومع ذلك، قبل يومين من موعد مثول عارف أمام المحكمة، سرق سيارة تخص زوجة صاحب النزل وهرب.  وقد تجنب حواجز الطرق التي أقامتها الشرطة للقبض عليه، ويبدو أنه وجد طريقه إلى طريق سريع متجه إلى بلجيكا،  وفي النهاية شق طريقه إلى سوريا.   ومع ذلك، وصف صاحب النزل قرار عارف بإفراغ السيارة من المتعلقات الشخصية لزوجته قبل سرقتها بأنه "أنيق".  وأصدرت فرنسا مذكرة اعتقال دولية بحق عارف في شكل نشرة حمراء من الإنتربول. 

## الحرب الأهلية السورية والموت
ليس من الواضح متى وصل عارف إلى سوريا للمرة الثانية، ولكن ربما كان ذلك في أكتوبر 2013، وهو الشهر الذي يُزعم أنه انضم فيه إلى جبهة النصرة.   كانت الحرب الأهلية السورية جارية بالفعل في ذلك الوقت، وكانت جبهة النصرة،  في ذلك الوقت واحدة من جماعتين تابعتين لتنظيم القاعدة تعملان في سوريا. أما الجماعة الأخرى، وهي تنظيم الدولة الإسلامية، فقد انفصلت علنًا عن تنظيم القاعدة في أوائل عام 2014، وكانت بحلول ذلك الوقت منخرطة في قتال مسلح مباشر مع جبهة النصرة.
وأفيد لاحقًا أن عارف انضم إلى جند الأقصى وأصبح قائدها العسكري. كانت جند الأقصى منظمة منفصلة تمامًا علنًا، ولكن في الواقع تم تأسيسها سرًا من قبل زعيم جبهة النصرة أحمد الشرع في أوائل عام 2013، من أجل توفير مركبة تنظيمية للمقاتلين الأجانب المتعاطفين مع جبهة النصرة.  كان الشرع - الذي كان لا يزال يعمل تحت اسمه الحركي أبو محمد الجولاني - يحاول توجيه جبهة النصرة نحو هوية ورؤية سورية محلية، وإبعادها عن الارتباطات بالجهادية العابرة للحدود الوطنية، والسلوك الجامح أحيانًا للمقاتلين الأجانب. لكنه أراد أيضًا قطبًا لجذب المقاتلين الأجانب الذين قد ينضمون إلى تنظيم الدولة الإسلامية. 

في 18 أغسطس 2014، صنفت وزارة الخارجية الأمريكية عارف كإرهابي عالمي مُعين بشكل خاص.  ووفقًا للتقارير المعاصرة، قُتل عارف في إحدى الغارتين الأمريكيتين بطائرات بدون طيار في إدلب في 20 مايو 2015، بينما تعطي وثيقة المجلس الأوروبي لعام 2024 تاريخ الوفاة بعد خمسة أيام.  أخبرت مصادر فرنسية وكالة فرانس برس في سبتمبر 2015 فقط أن عارف قُتل في وقت ما من شهر مايو. 